# Гіртак
Гіртак (дав.-гр. Ὕρτακος) — персонаж давньогрецької міфології невідомого походження, чоловік царівни Арісби, дочки царя міста Перкота в Мізії Меропа.

## Життєпис
Він був товаришем троянського царя Пріама. Гіртак одружився з Арісбою, після розлучення Пріама (щоб одружитися з Гекабою). Син Гіртака і Арісби Асій воював у Трої під час Троянської війни. Згідно з Енеїдою у Гіртака було ще двоє синів, Ніс та Гіппокон.

## Етимологія
Назва «Гіртак», мабуть, критського походження, з огляду на те, що на південному заході цього острова було стародавнє місто під назвою Гіртак або Гіртакина. 